# Acraea flavistrigata
Acraea flavistrigata är en fjärilsart som beskrevs av Le Cerf 1927. Acraea flavistrigata ingår i släktet Acraea och familjen praktfjärilar. Inga underarter finns listade i Catalogue of Life.